# Duché de Basse-Bavière
Le duché de Basse-Bavière a existé de 1255 à 1340, et était gouverné par la Maison de Wittelsbach. Les frères Henri XIII et Louis II, après avoir régné ensemble sur toute la Bavière et le comté palatin du Rhin depuis la mort de leur père Othon II en 1253, mettent en place la division territoriale de 1255, en raison de désaccords. Louis III reçoit l'électorat palatin ainsi que le duché de Haute-Bavière, Henri XIII le duché de Basse-Bavière avec sa capitale, Landshut. Après la mort du duc Jean Ier en 1340, Louis réunit la Basse-Bavière et la Haute-Bavière. 

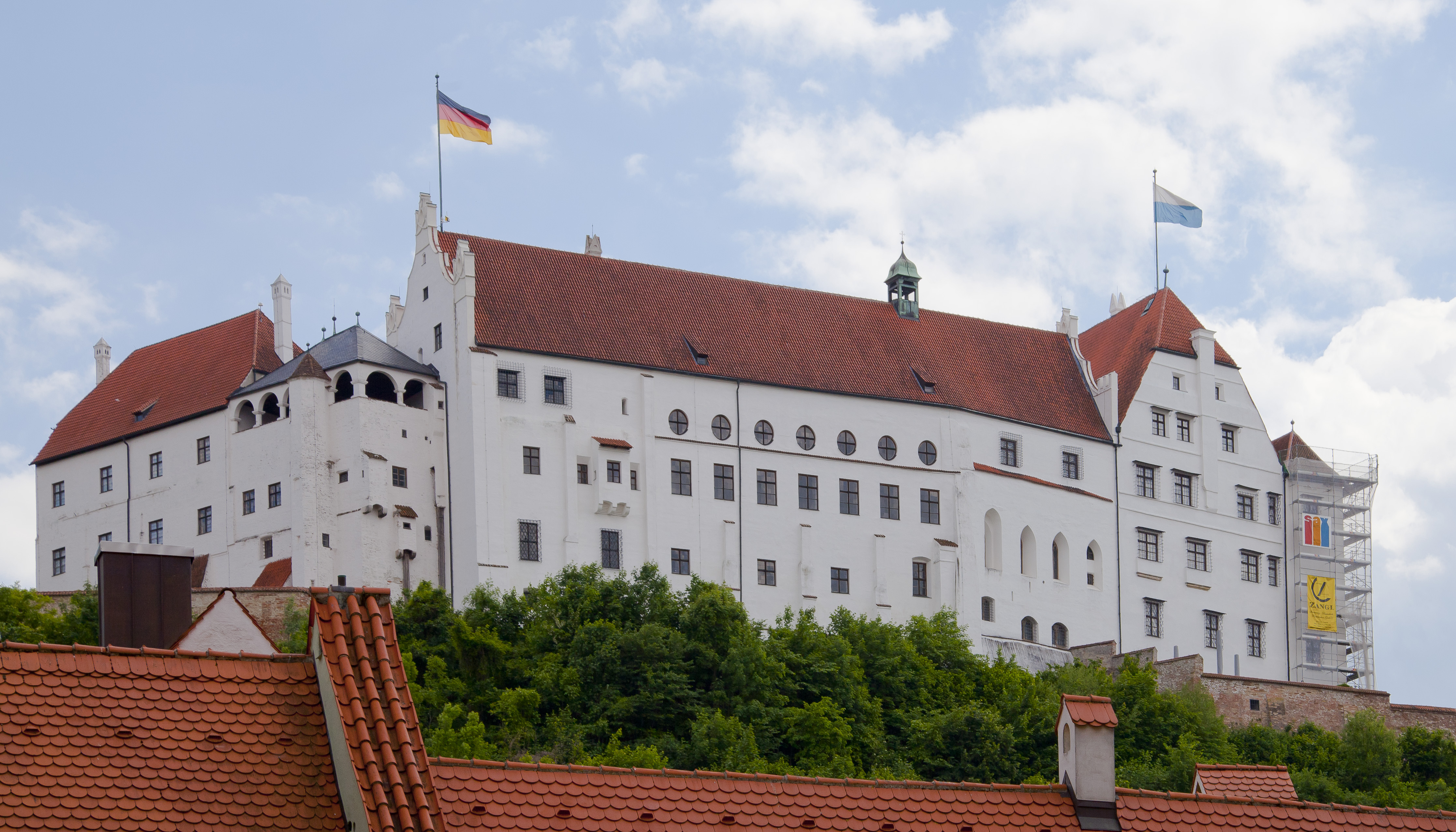
Château de Trausnitz à Landshut
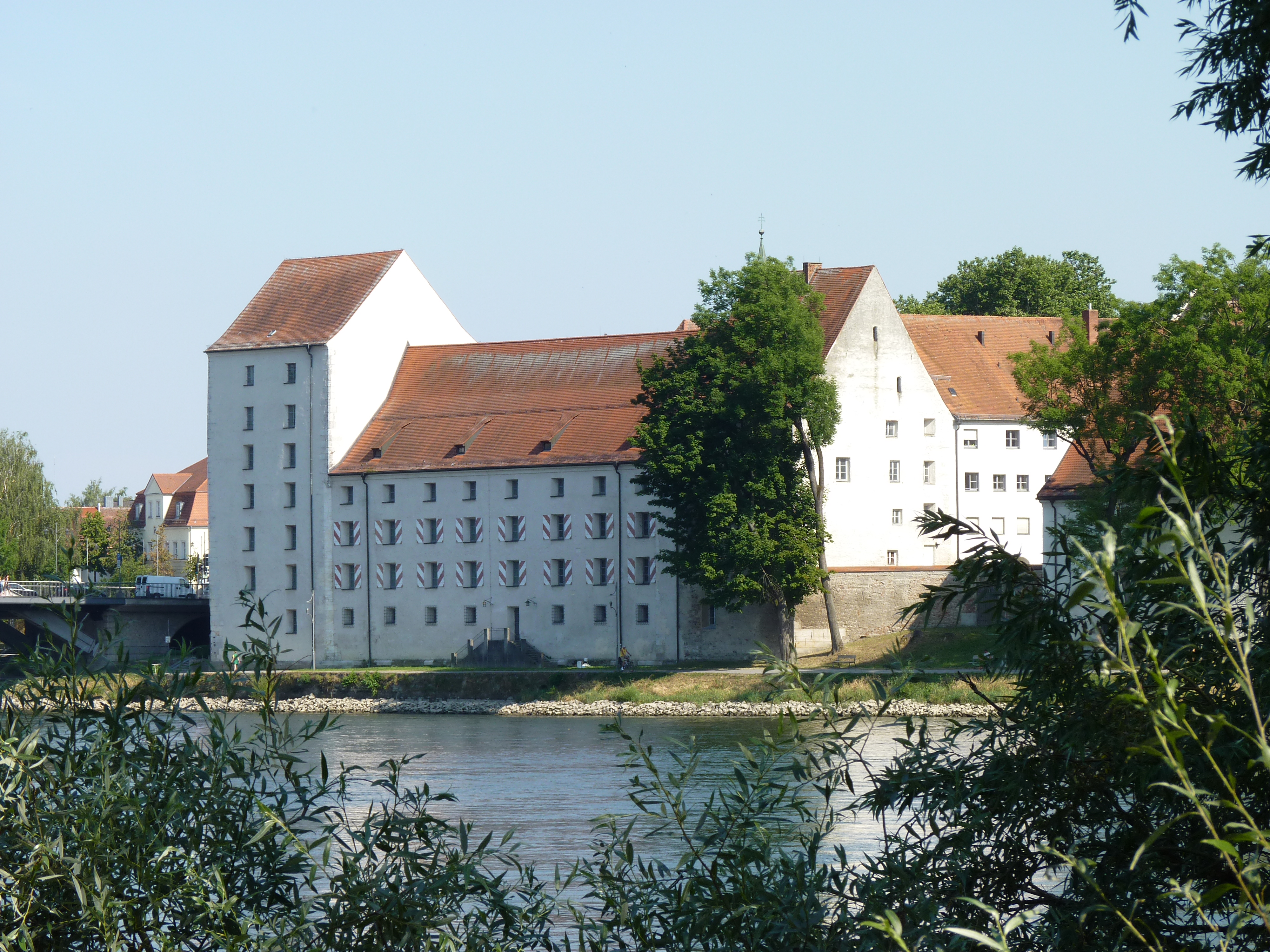
Château de Straubing
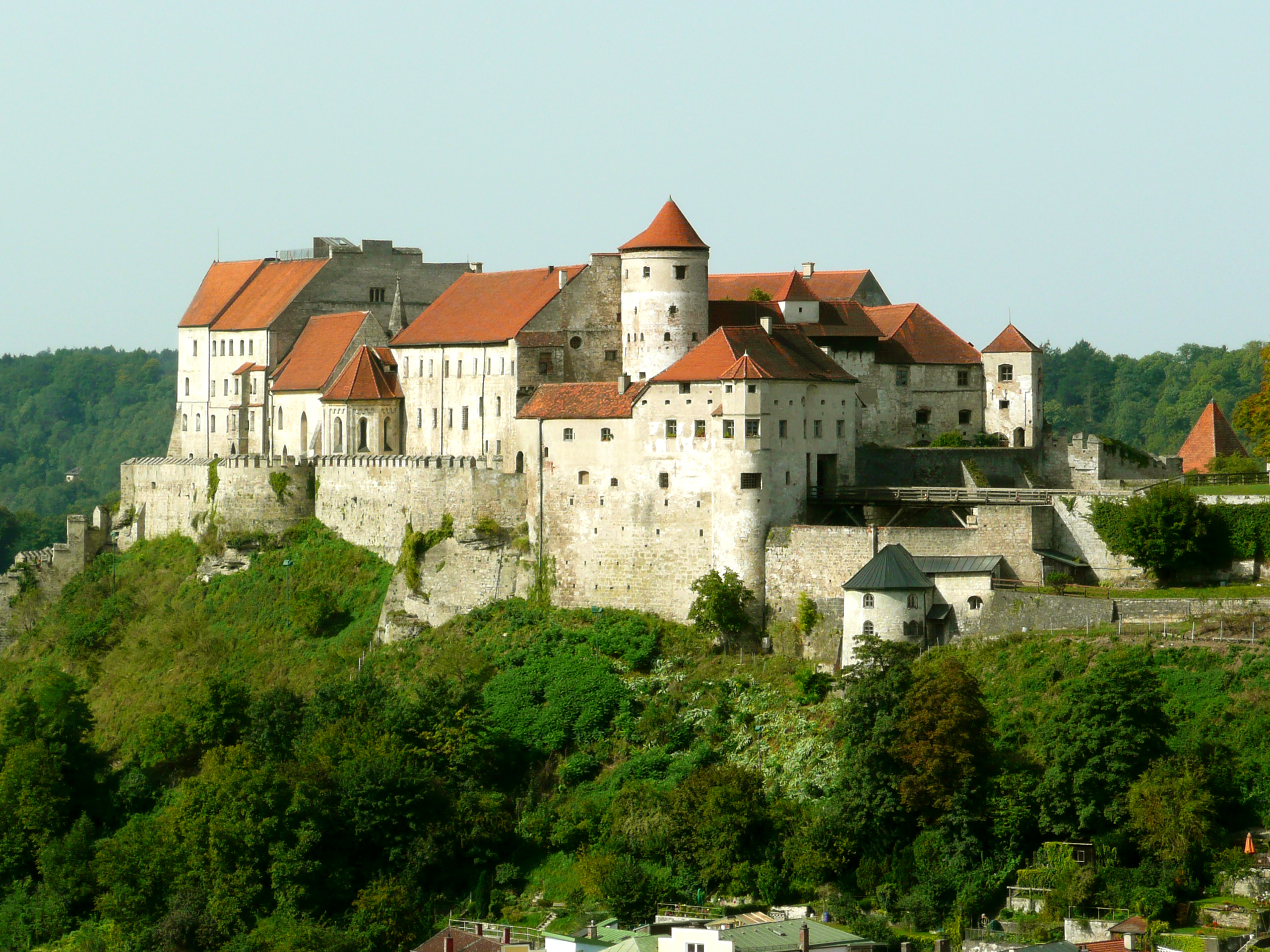
Château de Burghausen

## Liste des ducs de Basse-Bavière
Bien que les ducs de Bavière soient généralement numérotés indépendamment de leur lieu de pouvoir, il existe une exception pour les ducs de Basse-Bavière, Henri, numérotés selon l'ordre en Basse-Bavière, c'est Henri XIII de Bavière mais également Henri Ier de Basse-Bavière. 

Blason des ducs de Bavière et comtes palatin du Rhin

| Nom              | Règne                                                                          | Ascendance              |
| ---------------- | ------------------------------------------------------------------------------ | ----------------------- |
| Henri XIII (Ier) | 1253-1255 duc de Bavière, 1255-1290 duc de Basse-Bavière                       | Fils d'Othon II         |
| Othon III        | 1290-1312 duc de Basse-Bavière, 1305-1307 roi de Hongrie                       | Fils d'Henri XIII (Ier) |
| Louis III        | 1290-1296 duc de Basse-Bavière                                                 | Fils d'Henri XIII (Ier) |
| Étienne Ier      | 1290-1310 duc de Basse-Bavière                                                 | Fils d'Henri XIII (Ier) |
| Henri XIV (II)   | 1310-1339 duc de Basse-Bavière, jusqu'en 1312 sous la tutelle Louis de Bavière | Fils d'Étienne Ier      |
| Othon IV         | 1310-1334 duc de Basse-Bavière                                                 | Fils d'Étienne Ier      |
| Henri XV (III)   | 1312-1333 duc de Basse-Bavière                                                 | Fils d'Othon III        |
| Jean Ier         | 1339-1340 duc de Basse-Bavière                                                 | Fils d'Henri XIV (II)   |